# Evander Holyfield's Real Deal Boxing
Evander Holyfield's "Real Deal" Boxing är ett boxningsspel till Sega Mega Drive och Sega Game Gear, utgivet 1992.
I karriärläget kan man skapa sin egen boxare, träna och gå matcher mot olika fiktiva boxare. Om man når ända fram till den sista matchen, till den om världsmästartiteln i tungvikt, får man möta Evander Holyfield. Uppföljaren till spelet heter Greatest Heavyweights of the Ring och utkom 1993.